# Вологез II
Вологез II — син царя Парфії Вологеза I з династії Аршакідів.

## Життєпис
Незадоволений призначенням наступником свого брата Пакора, самопроголосив себе царем в 77, у 78-80 оспорював владу у Пакора II, потім зі 105 оскаржував владу в іншого брата — Хосроя (Ороза), у 128–147 коронувався царем Парфії, був співправителем Мітрідата IV.
Спочатку оскаржував владу у свого брата Пакора II, самопроголосив себе царем, внаслідок чого в Парфії утворилося двоцарювання, але був переможений в черговій міжусобній війні за престол царем Пакором II. Після чого був відправлений у східні провінції Парфії.
Повторно став оскаржувати престол у свого брата Хосроя (Ороза) зі 105.
З 128, після смерті Хосроя, офіційно коронувався царем Парфії спільно з Мітрідатом IV, але реально правив лише в східних провінціях Парфії. У 136 році розпочав війну з Іберійським царством. Втім останньому на допомогу прийшли алани, які завдали рішучої поразки парфянам. В результаті ворогові відкрився шлях до Месопотамії. Лише завдяки великій купі грошей Вологезу II вдалося відкипитися й змусити аланів відступити до себе. Вологез поскаржився імператору Адріану на дії іберів, союзників римлян, проте без результату.
Все царювання Вологеза пройшло в умовах двоцарювання.